# Лазе-при-Долскем
Лазе-при-Долскем (словен. Laze pri Dolskem) — поселення в общині Дол-при-Любляні, Осреднєсловенський регіон, Словенія. 
Висота над рівнем моря: 274,8 м.